# Синискола
Синискола (итал. Siniscola) је насеље у Италији у округу Нуоро, региону Сардинија.
Према процени из 2011. у насељу је живело 8119 становника. Насеље се налази на надморској висини од 30 м.

## Становништво
Према резултатима пописа становништва 2011. у општини је живело 11.469 становника.
| 1931. | 1936. | 1951. | 1961. | 1971. | 1981. | 1991.  | 2001.  | 2011.  |
| ----- | ----- | ----- | ----- | ----- | ----- | ------ | ------ | ------ |
| 4.481 | 4.852 | 5.705 | 6.559 | 7.013 | 9.080 | 10.377 | 10.954 | 11.469 |